# Mated Vehicle Ground Vibration Test
Mated Vehicle Ground Vibration Test (MVGVT) – naziemne próby drgań połączonego pojazdu, podstawowe testy, przez które musiał przejść prom kosmiczny, mające na celu sprawdzenie zachowania się pojazdu w trakcie wzlotu na orbitę. Do prób został użyty testowy model wahadłowca, Enterprise.

## Wstęp

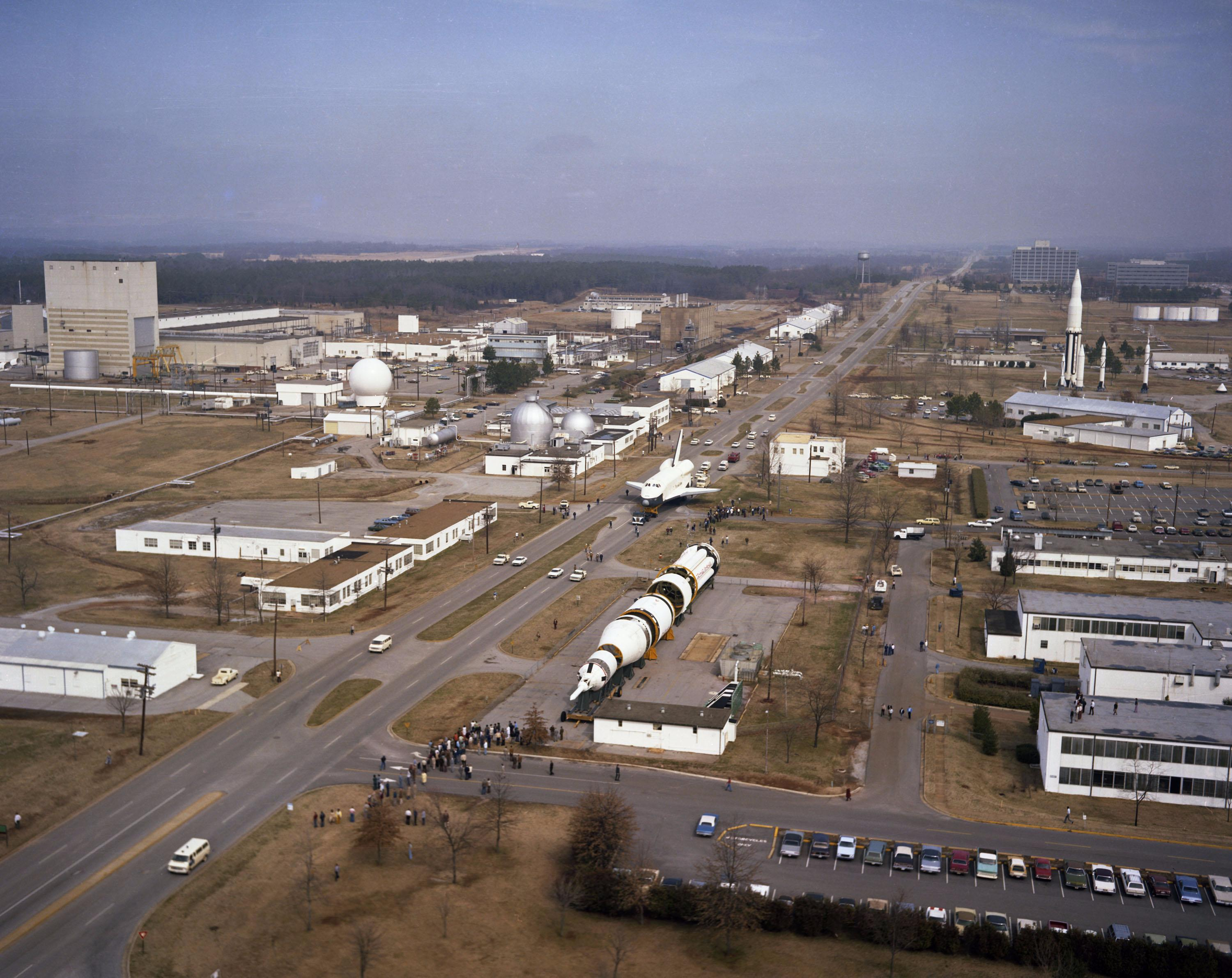
15 marca 1978 r. – Enterprise jest transportowany na stanowisko prób

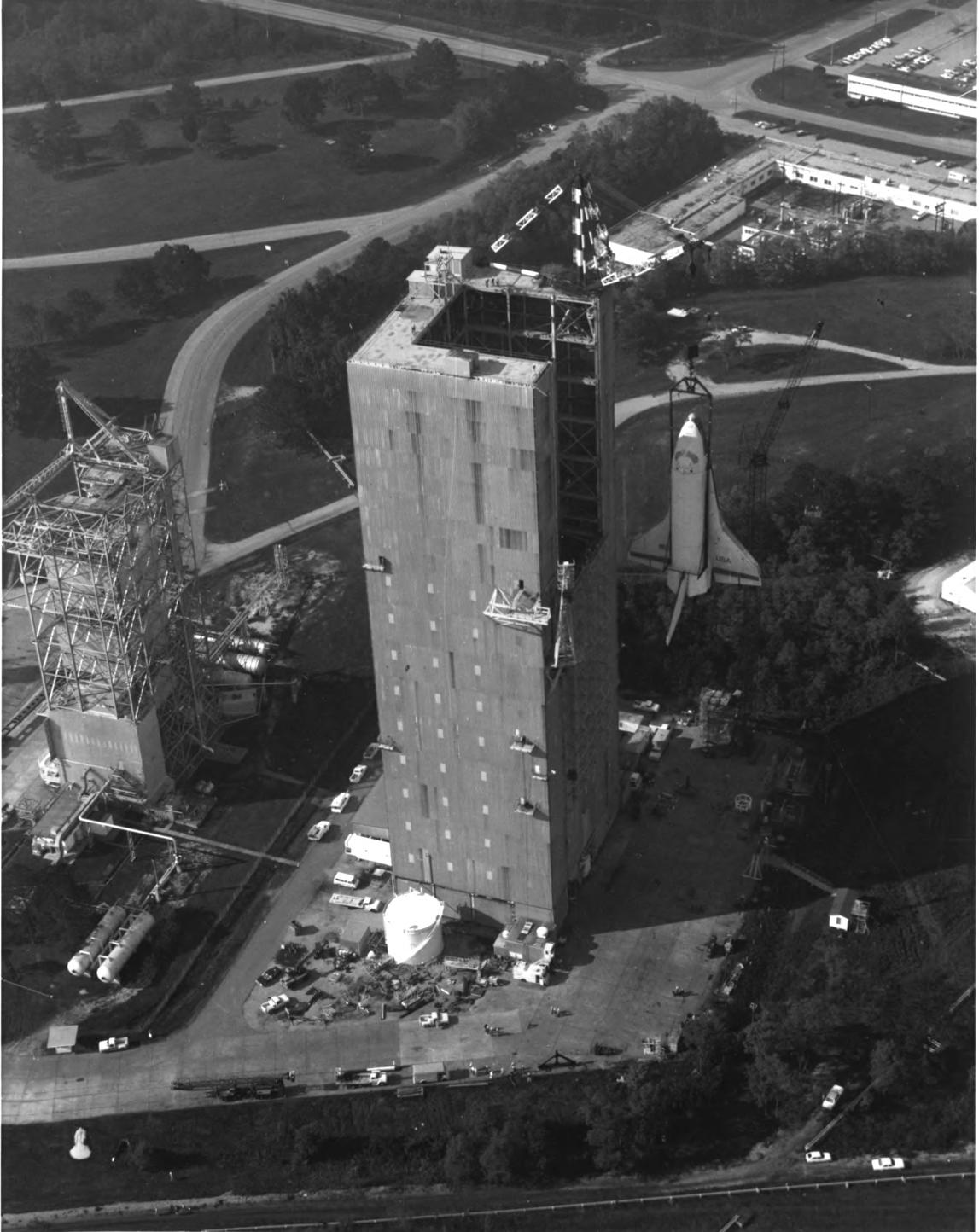
Orbiter jest podnoszony w celu umieszczenia w wieży testowej

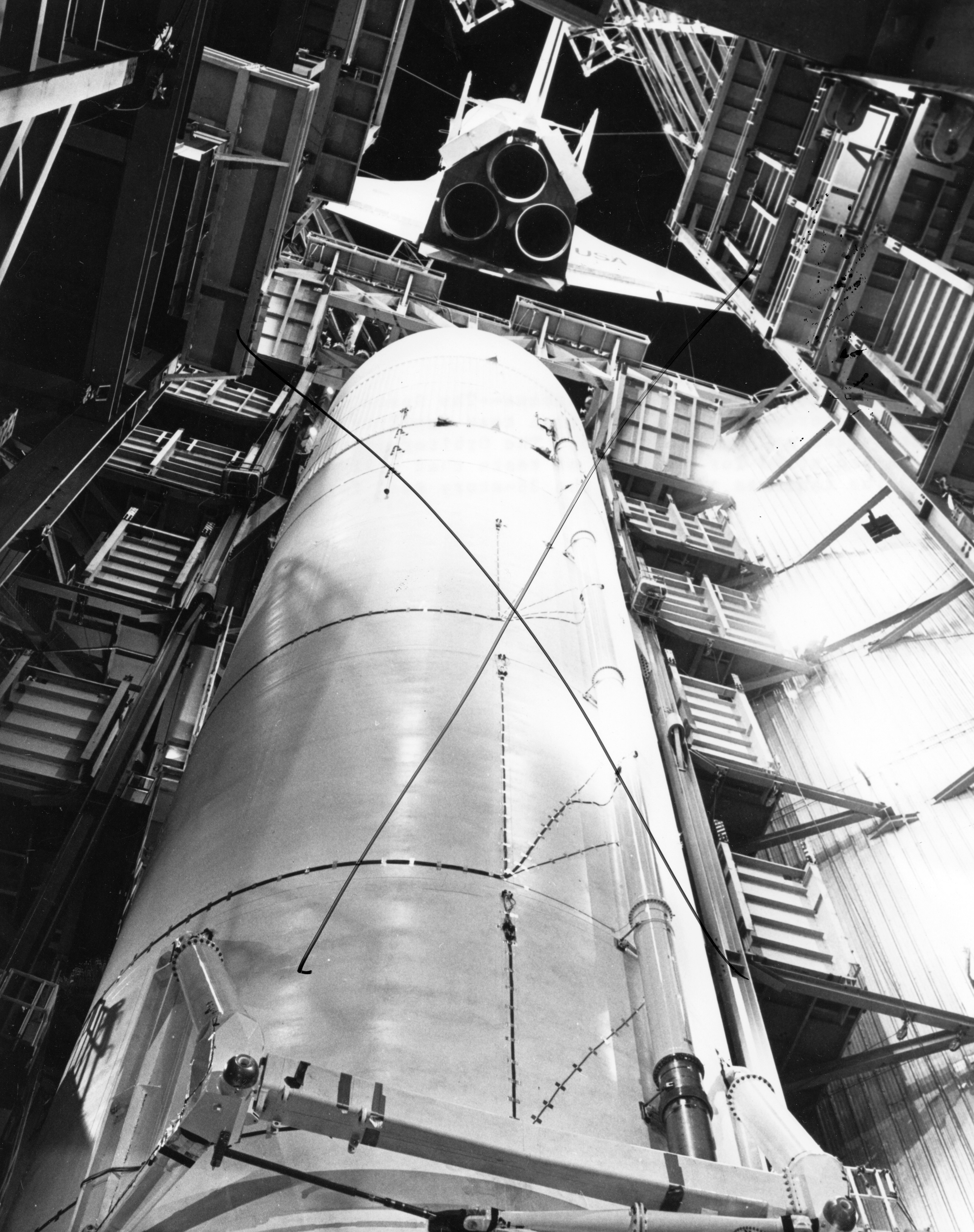
Prom jest opuszczany w celu połączenia ze zbiornikiem ET

W dniach 10–13 marca 1978 Enterprise został przewieziony na grzbiecie Boeinga 747-SCA z bazy Edwards do centrum badawczego NASA Marshall Space Flight Center (MSFC) w Huntsville w stanie Alabama. O ile próby ALT prowadzone w Edwards służyć miały sprawdzeniu zachowania się wahadłowca w ostatniej fazie lotu, o tyle próby MVGVT dotyczyły przede wszystkim startu i wzlotu na orbitę okołoziemską, kiedy pojazd przypomina bardziej wielką rakietę nośną niż samolot. Kluczowe znaczenie miało tu zbadanie drgań, jakim jest poddawana konstrukcja.
Od połowy listopada 1976 r. do początku 1978 r. badania drgań modelu wahadłowca w skali 1:4 prowadziły laboratoria firmy Rockwell. Teraz nastąpić miały próby w skali 1:1 kompletnej konfiguracji startowej. Na początku 1978 r. do Huntsville przetransportowano koleją ze stanu Utah segmenty rakiet SRB. Zbiornik zewnętrzny ET zmontowany w zakładach Michoud koło Nowego Orleanu przypłynął na barce holowanej rzekami Missisipi, Ohio i Tennessee.

## Próby
Pierwsza seria prób dotyczyła tylko orbitera. Technicy NASA przykładali do różnych punktów powierzchni Enterprise wzbudniki drgań. Drgania te rejestrowały czujniki rozmieszczone w orbiterze. Celem tych badań było sporządzenie charakterystyk drgań służących do sprawdzenia modeli matematycznych, zastosowanych do określenia, jak orbiter zachowuje się podczas występowania drgań oczekiwanych w czasie startu i lotu orbitalnego.
Badanie konfiguracji startowych rozpoczęto od układu orbitera połączonego ze zbiornikiem zewnętrznym ET, tzn. konfiguracji symulującej lot tych obiektów po odłączeniu silników SRB. Zbiornik ciekłego tlenu w ET wypełniono dejonizowaną wodą, która stopniowo wyciekała, symulując zużywanie się materiałów pędnych. Zbiornik ciekłego wodoru był wypełniony sprężonym powietrzem. W drugiej konfiguracji do zestawu dołączono rakiety SRB wypełnione substancją imitującą stały materiał pędny i sprawdzono własności wahadłowca w chwili startu. Trzecia konfiguracja różniła się od drugiej tym, że z wnętrza obu SRB usunięto materiał pędny, co z kolei miało symulować sytuację tuż przed ich odłączeniem.
Wszystkie trzy fazy prób były wykonywane we wnętrzu betonowej wieży (o wysokości 110 m) należącej do stanowiska dynamicznych prób drgań (ang. Dynamic Test Stand) zbudowanego w latach sześćdziesiątych dla prób rakiety Saturn V. Najpierw do wnętrza silosu opuszczono dźwigiem zbiornik zewnętrzny mocując go do ścian stanowiska za pomocą specjalnych zastrzałów. Następnie opuszczono orbiter i przymocowano go do zbiornika. Na szczycie wieży zainstalowano kratownicę mającą unosić zespół orbiter-ET, z której opuszczono liny, a następnie przymocowano je do zbiornika zewnętrznego. Na kratownicy liny zostały podwieszone do układu poduszek powietrznych. Po napompowaniu poduszek, usunięto podtrzymujące zbiornik zastrzały. Teraz orbiter i ET mające łączną masę około 544 ton uzyskały miękkie zawieszenie, konieczne przy próbach drgań.
W drugiej i trzeciej konfiguracji próbnej, w których wykorzystywano rakiety wspomagające zamiast układu podwieszenia zastosowano podpory hydrodynamiczne pozostałe z prób Saturna V. Odpowiednio zmodyfikowane podpory umieszczono po dwie pod każdą rakietą SRB. Każda z nich składała się z cylindra wypełnionego 3785 dm³ specjalnego oleju zamkniętego tłokiem. We wnętrzu cylindra panowało ciśnienie 10 300 kPa. Miękkie połączenie z rakietami SRB zapewniały ułożyskowania znajdujące się na szczycie tłoka. Podpory hydrauliczne pozwalały na pionowe, poprzeczne i obrotowe ruchy całego zespołu wahadłowca mającego masę 1800 ton przy napełnionych i 680 ton przy pustych silnikach wspomagających.

## Wstrząsarki
Do wytwarzania drgań służyły elektrodynamiczne wstrząsarki (wibratory): trzydzieści sześć o masie 68 kg i dwadzieścia o masie 454 kg, elastycznie połączone z bardziej sztywnymi elementami wahadłowca (np. dźwigary, żebra) i wytwarzające drgania o częstotliwościach 0–40 Hz. Jednoczesnym sterowaniem wybranymi 24 wstrząsarkami sterował system SMATS (ang. Shuttle Test and Analysis System).